# Jaroslav Řezáč
Jaroslav Řezáč, född 6 februari 1886 i Jičín, död 29 maj 1974 i Prag, var en tjeckoslovakisk ishockeyspelare. Han var med i det tjeckoslovakiska ishockeylandslaget som kom på femte plats i de Olympiska vinterspelen 1924 i Chamonix. Han spelade för HC Slavia Praha.